# Vincelles (Yonne)
Pour les articles homonymes, voir Vincelles.
Vincelles est une commune française située dans le département de l'Yonne en région Bourgogne-Franche-Comté.
Ses habitants sont appelés les Vincellois.

## Géographie
Vincelles est située à une dizaine de kilomètres au sud d'Auxerre.
Le village est proche également des vignobles icaunais réputés (Saint Bris, Chablis...).
La gare de Vincelles est située sur la ligne Paris Bercy - Auxerre - Corbigny.

### Climat
Pour des articles plus généraux, voir Climat de la Bourgogne-Franche-Comté et Climat de l'Yonne.
En 2010, le climat de la commune est de type climat océanique dégradé des plaines du Centre et du Nord, selon une étude du Centre national de la recherche scientifique s'appuyant sur une série de données couvrant la période 1971-2000. En 2020, Météo-France publie une typologie des climats de la France métropolitaine dans laquelle la commune est exposée à un climat océanique altéré et est dans la région climatique  Lorraine, plateau de Langres, Morvan, caractérisée par un hiver rude (1,5 °C), des vents modérés et des brouillards fréquents en automne et hiver. 
Pour la période 1971-2000, la température annuelle moyenne est de 11,1 °C, avec une amplitude thermique annuelle de 16 °C. Le cumul annuel moyen de précipitations est de 705 mm, avec 11 jours de précipitations en janvier et 7,4 jours en juillet. Pour la période 1991-2020, la température moyenne annuelle observée sur la station météorologique de Météo-France la plus proche, « Merry-sur-Yonne », sur la commune de Merry-sur-Yonne à 16 km à vol d'oiseau, est de 11,5 °C et le cumul annuel moyen de précipitations est de 776,9 mm. 
La température maximale relevée sur cette station est de 40,7 °C, atteinte le 7 août 2003 ; la température minimale est de −22 °C, atteinte le 16 janvier 1985,,. 
Les paramètres climatiques de la commune ont été estimés pour le milieu du siècle (2041-2070) selon différents scénarios d'émission de gaz à effet de serre à partir des nouvelles projections climatiques de référence DRIAS-2020. Ils sont consultables sur un site dédié publié par Météo-France en novembre 2022.

## Urbanisme

### Typologie
Au 1er janvier 2024, Vincelles est catégorisée bourg rural, selon la nouvelle grille communale de densité à sept niveaux définie par l'Insee en 2022.
Elle est située hors unité urbaine. Par ailleurs la commune fait partie de l'aire d'attraction d'Auxerre, dont elle est une commune de la couronne,. Cette aire, qui regroupe 104 communes, est catégorisée dans les aires de 50 000 à moins de 200 000 habitants,.

### Occupation des sols
L'occupation des sols de la commune, telle qu'elle ressort de la base de données européenne d’occupation biophysique des sols Corine Land Cover (CLC), est marquée par l'importance des territoires agricoles (58,2 % en 2018), en diminution par rapport à 1990 (60,1 %). La répartition détaillée en 2018 est la suivante :
terres arables (50,5 %), forêts (35,8 %), zones agricoles hétérogènes (5,3 %), zones urbanisées (4,4 %), prairies (2,3 %), eaux continentales (1,7 %). L'évolution de l’occupation des sols de la commune et de ses infrastructures peut être observée sur les différentes représentations cartographiques du territoire : la carte de Cassini (XVIIIe siècle), la carte d'état-major (1820-1866) et les cartes ou photos aériennes de l'IGN pour la période actuelle (1950 à aujourd'hui).

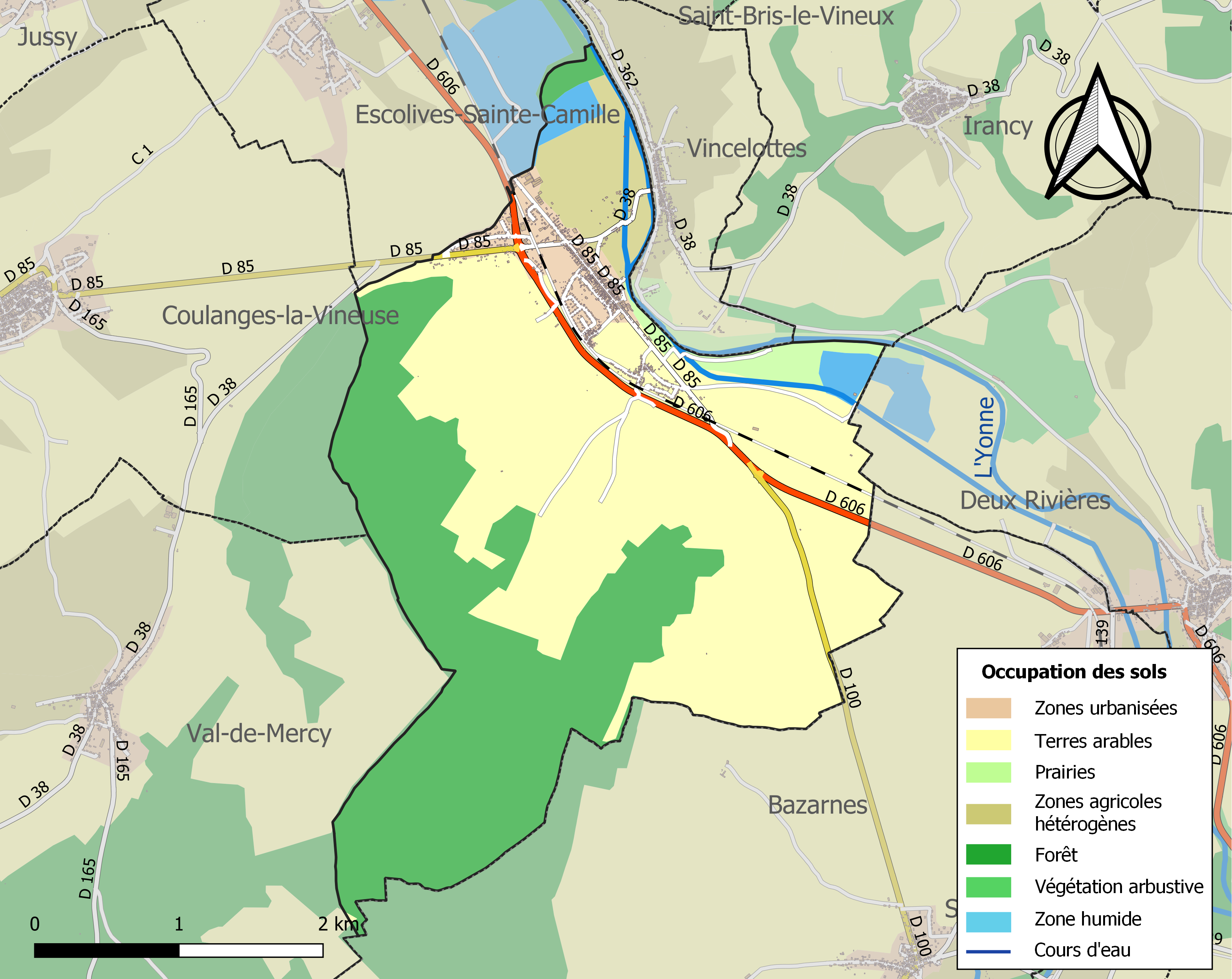
Carte des infrastructures et de l'occupation des sols de la commune en 2018 (CLC).

## Toponymie
Issue du diminutif du mot latin vinea (« vignoble »), *vinicella devenu vincella par contraction. Vinicella signifie « petite vigne » en bas latin.

## Histoire

### Protohistoire
En rive gauche de l'Yonne à l'amont de Vincelles, entre les lieux-dits du Pré des Îles dans l'est de la commune et de Bréviande sur Cravant, se trouve un site archéologique du bronze final III. À sa découverte en août 1963 par F. Poplin, les couches supérieures du site et du sol alentour étaient déjà très remaniées et le site a été ensuite partiellement détruit. Seulement une partie des vestiges a pu être récupérée.
Géologiquement, la vallée à cet endroit est faite d'un fond rocheux plat (calcaires coralliens du  Kimméridgien supérieur, « J6b »), en rive gauche,) recouvert d'alluvions (Fy et Fz) : sables et graviers, dans lesquels se trouvaient deux molaires de mammouth et des éclats de lames de silex que Poplin date du würmien.
Le mobilier trouvé est celui d'une habitation, avec deux périodes d'occupation correspondant aux deux couches archéologiques distinguées par Poplin. Pendant la première période (couche inférieure de 25 cm d'épaisseur), un grand pot (environ 80 cm de diamètre) a été enterré pour servir de garde-manger ou silo. Au fil du temps ce trou s'est comblé, laissant une dépression à la surface du sol. Cette couche contenait quelques gros tessons de céramique, dont les fragments du pot mentionné et ceux d'un bol décrit à la suite. Lors de la deuxième période d'occupation, un foyer a été installé dans ce creux du sol.
Le bol de la couche inférieure a une forme générale tronconique mais avec une carène — c'est-à-dire une rupture de profil - à mi-hauteur, ici adoucie (pas d'arête d'angle) —, à fond plat, à petit rebord évasé, décoré de deux cannelures horizontales juste en dessous du rebord. Sa forme est peu commune ; le bronze final II a fourni des formes similaires mais dont la carène marquant la rupture de profil sur les ventres des pots est nettement plus marquée. Les cannelures sont un autre argument pour dater ce pot à une période un peu plus récente que le bronze final II, donc le bronze final III.
Le thème décoratif de cannelures se retrouve sur deux autres pots du même site, qui a fourni au total 230 tessons correspondant à une quarantaine de poteries dont la moitié sont des pots à provisions : urnes pansues à fond plat, col tronconique court ouvert, jonction col/panse toujours marquée quoique diversement : empreintes de doigts, pincements, marques de poinçons arrondies ou triangulaires ; teintes rouges dominantes avec quelques traces noires de coups de feu. Les variations des dégraissants utilisés démontrent une fabrication étalée dans le temps ; ce sont parfois de la coquille, ou du calcaire, ou du quartz mélangé ou non à du calcaire. La cuisson est bonne. La finition de ces pots est assez sommaire avec une surface rugueuse (peu de lissage) ; un des pots porte des traces de doigts ou d'ébauchoir en oblique.
Cet endroit, à 2 km en aval de la confluence de la Cure avec l'Yonne,, est plus fertile que les plateaux et bénéficie de la proximité d'un gué sur l'Yonne. Il a été occupé de longue date : des vestiges néolithiques se trouvent à 5 min de marche, les vestiges d'une grande villa gallo-romaine ont été découverts dans les champs voisins ainsi que ceux d'un village médiéval maintenant disparu.

## Politique et administration
| Période    | Période  | Identité         | Étiquette | Qualité            |
| ---------- | -------- | ---------------- | --------- | ------------------ |
| avant 1968 | 1971     | Françoise Breton | DVD       |                    |
| 1971       | 1989     | Jean Marie       | RI-UDF    | Conseiller général |
| 1989       | 2014     | Pierre Jupin     |           |                    |
| 2014       | 2020     | Michel Fouinat   |           |                    |
| 2020       | En cours | Guido Romano     |           |                    |

## Démographie
L'évolution du nombre d'habitants est connue à travers les recensements de la population effectués dans la commune depuis 1793. Pour les communes de moins de 10 000 habitants, une enquête de recensement portant sur toute la population est réalisée tous les cinq ans, les populations de référence des années intermédiaires étant quant à elles estimées par interpolation ou extrapolation. Pour la commune, le premier recensement exhaustif entrant dans le cadre du nouveau dispositif a été réalisé en 2008.

En 2022, la commune comptait 910 habitants, en évolution de −3,6 % par rapport à 2016 (Yonne : −1,95 %, France hors Mayotte : +2,11 %).
| 1793 | 1800 | 1806 | 1821 | 1831 | 1836 | 1841 | 1846 | 1851 |
| ---- | ---- | ---- | ---- | ---- | ---- | ---- | ---- | ---- |
| 511  | 526  | 473  | 576  | 679  | 724  | 811  | 837  | 933  |

| 1856 | 1861 | 1866 | 1872 | 1876 | 1881 | 1886 | 1891 | 1896 |
| ---- | ---- | ---- | ---- | ---- | ---- | ---- | ---- | ---- |
| 859  | 863  | 917  | 842  | 784  | 852  | 840  | 800  | 780  |

| 1901 | 1906 | 1911 | 1921 | 1926 | 1931 | 1936 | 1946 | 1954 |
| ---- | ---- | ---- | ---- | ---- | ---- | ---- | ---- | ---- |
| 708  | 670  | 632  | 563  | 637  | 612  | 655  | 695  | 772  |

| 1962 | 1968 | 1975 | 1982 | 1990 | 1999 | 2006 | 2008 | 2013 |
| ---- | ---- | ---- | ---- | ---- | ---- | ---- | ---- | ---- |
| 692  | 728  | 727  | 749  | 826  | 841  | 941  | 970  | 950  |

| 2018 | 2022 | - | - | - | - | - | - | - |
| ---- | ---- | - | - | - | - | - | - | - |
| 917  | 910  | - | - | - | - | - | - | - |

## Culture locale et patrimoine

### Lieux et monuments
- Église de l'Assomption de Vincelles.

### Héraldique
| Blason de Vincelles | Blason  | D'azur à une plume d'oie d'or et une amphore du même posées en chevron renversé, les extrémités passées en sautoir ; surmontées d'un chapeau de postillon d'argent au ruban de sable ; au chef d'or chargé de deux roues de moulin de sable ; le tout enfermé dans une bordure diminuée componée de gueules et d'argent. |
| Blason de Vincelles | Détails | Armoiries conçues par Gérard Pallier, et adoptées le 11 janvier 2019. |

## Pour approfondir